# Национална библиотека Републике Казахстан
Национална библиотека Републике Казахстан (каз. Қазақстан Республикасының ұлттық кітапханасы) водећа је културна установа ове државе. Национална библиотека Републике Казахстан добија обавезне примерке књига, републичких и регионалних информација, окружних часописа, новина и друге штампане продукције издате у Казахстану. Архитекта Бјарке Ингелс дизајнирала је 2009. године нову зграду Националне библиотеке Казахстана, која се налази јужно од Државног аудиторијума у Астани, за коју се каже да подсећа на "џиновску металну крофну".

## Историја
Рођенданом Библиотеке сматра се 31. децембар 1910. када је Општинска дума града Верни одлучила да отвори општинску библиотеку уз помоћ вартених присталица у овом граду. Верни је касније преименован у провинцију Алма-Ата. Године 1931. преименована је у Државну јавну библиотеку Казахстанског ССР-а. Од тада Библиотека функционише као државно национално складиште књига у републици. Први директор био је Ораз Дјандосов. Сматрао је да је чување "све штампане грађе у Казахстану и све литературе о Казахстану" најважнији задатак међу библиотечким активностима. Године 1937. Библиотека је добила име А.С. Пушкин.
Године 1991. Библиотека је променила назив у Национална библиотека Републике Казахстан и добила је посебан државни и јавни значај као посебно вредан културни објекат Републике. Колекције ове Библиотеке обухватају преко 6,3 милиона публикација на 100 светских језика. Библиотека поседује и колекцију ретких књига и рукописа која је нарочито привлачна за истраживаче. Она броји око 25 хиљада свезака на казахстанском, руском, оријенталним и западноевропским језицима и обухвата период од XI до прве половине XIX века.

## Библиотечко пословање

##### Рад библиотеке
Рад библиотеке дефинисан је дугорочним програмима:
- Сећање народа
- Чување и конзервација књига и рукописа од културног значаја
- Републички аутоматизовани библиотечки и информациони систем.

##### Стратешки приоритети
Стратешки приоритети Националне библиотеке Републике Казахстан су:
- увећање и очување фондова
- квалитетна библиотечко-информациона делатност
- развој и примена савремених информационих технологија
- покретање републичких и међународних информационо-библиотечких пројеката.[1]

Библиотека годишње набави више од 36 хиљада књига, периодичних публикација и машински читљивих докумената. Стални додаци збиркама казахстанских издања главни су начин рада Националане библиотеке.
Библиотека посвећује велику пажњу развијању нових веза и одржавању традиционалних културних веза са страним земљама. Дуги низ година Библиотека одржава размену књига са 200 библиотека и 80 културних организација из 40 земаља. У том погледу, Конгресна библиотека, Универзитет Харвард, земље попут Индије, Шпаније, Египта, Француске, Велике Британије, Норвешке, Аустрије, Немачке, Ирана, Турске, Кине, Кореје су стални партнери Националне библиотеке Републике Казахстан. Библиотека је члан Међународне федерације библиотечких удружења и институција (ИФЛА).
Као резултат преноса капитала из Алматија у Астану, Библиотека је створила огранак заснован на Регионалној универзалној научној библиотеци "С. Сеифулин". Унутар библиотеке је смештено седиште Библиотечке асоцијације Републике Казахстан, основано на иницијативу Националне библиотеке Републике Казахстан.